# Perro lobo herreño

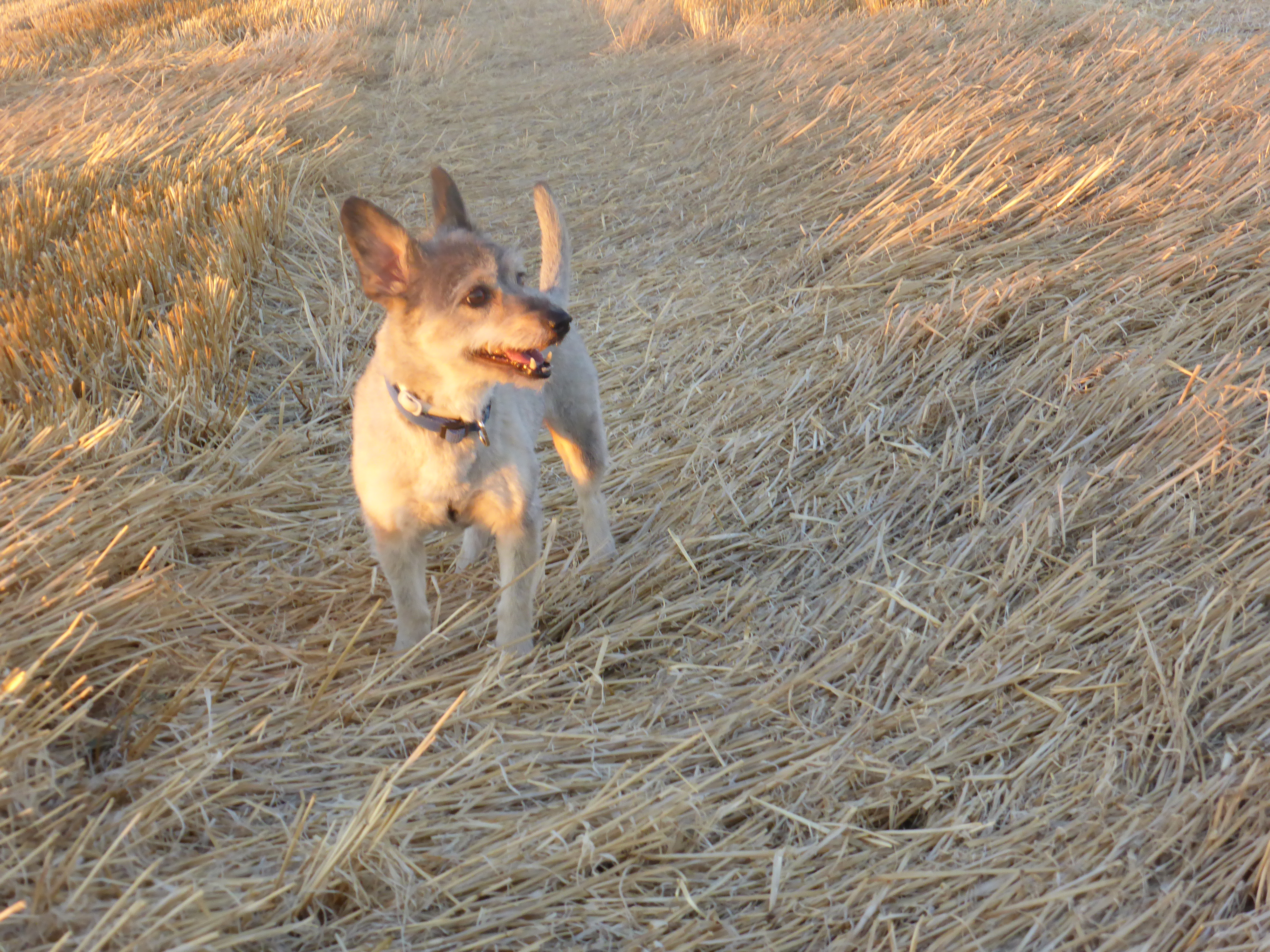
Lobita herreña, no estándar, con el pelo cortado, procedente del Pozo de la Salud.

El perro lobo herreño, (de nombre oficial lobito herreño o perro de pastor herreño), es una raza de perro propia de la isla canaria de El Hierro (España). Por su apariencia lobuna, los herreños lo conocen como «lobito» o «perro lobo». Tradicionalmente ha sido un animal dedicado al pastoreo de cabras y ovejas. 
Aunque su origen es desconocido, en el siglo XV ya existían en Canarias unos perros parecidos a lobos, denominados cancha por los aborígenes. El aspecto de esta raza, presente en El Hierro desde hace al menos dos siglos, se asemeja al lobo árabe.
En la actualidad[¿cuándo?] el número total de ejemplares es pequeño. De acuerdo con el estándar,[cita requerida] en 2009 quedaban unos cuarenta perros en toda la isla. Su número es mayor si se contabilizan todos los perros de aspecto lobuno, originarios de la isla de El Hierro, aunque sean de menor tamaño, o tengan el pelo más largo.

## Origen
Conocida es la teoría que sostiene que las islas Canarias deben su nombre a los grandes cánidos que la habitaban. Prácticamente existe un tipo de perro en cada isla, e islas que comparten varios. Al ser la ganadería una actividad tan importante en las islas, se encuentran varios perros pastores. 
Aún no está claro cuál es el origen del perro lobo herreño, pero sí se sabe que ha estado presente en los dos últimos siglos y que probablemente pudo llegar con los primeros pobladores de la isla, cuestión que todavía está en estudio. Este perro ha logrado su preferencia entre los pastores de la isla, que como en casi todas partes han probado otros perros pastores y han realizado cruces que no han terminado de funcionar, debido sobre todo a exceso de envergadura, o demasiado carácter, que terminaban siendo demasiado impetuosos con el ganado.

## Aspecto
El Perro Lobo Herreño es robusto, de constitución fuerte y de estructura rectangular. Es parecido al lobo en cuanto a constitución, movimiento, manto, colores y máscara. La cabeza tiene forma de cuña y las orejas van proporcionadas con su    cabeza, triangulares y erguidas. La cola está implantada alta, en reposo es recta y colgante y en alerta la lleva en forma de hoz. Tiene el pelo recto y bien aplastado con un subpelo muy denso. La capa puede ir de gris amarillento (o crema) a gris plateado. Aunque predomina el gris, también se pueden encontrar ejemplares blancos o negros.

## Carácter
Es un perro con gran temperamento, muy inquieto, que posee una gran resistencia, pero que es fácilmente disciplinable y que presenta reacciones rápidas. Es bastante desconfiado hacia los extraños, a los que no ataca sin razón. Muestra una gran fidelidad hacia su amo y en general a todos los miembros de la familia. Fue usado para tareas de pastoreo. En la actualidad,[¿cuándo?] es usado como perro de compañía.

## Cuidados específicos
Requiere cepillados regulares, más abundantes en los cambios estacionales, especialmente al llegar el otoño y la primavera, donde muda su pelo.
Tradicionalmente se considera que es un perro sano, ágil y resistente.

## Estándar
El lobito herreño no es una raza reconocida internacionalmente, y la Real Sociedad Canina Española lo considera grupo étnico canino. El proyecto de patrón racial propuesto para su catalogación oficial en 2013, apunta a estas características:
- Altura a la cruz: 54'7 para los machos, 52'6 cm para las hembras.
- Peso: 18 a 22 kg.
- Capa: desde un gris amarillento hasta un gris plateado. En invierno su pelo es más largo.
- Promedio de vida: 12-14 años.
- Carácter: perro fiel al dueño, pero desconfiado con los desconocidos, aunque no lo convierte en agresivo con ellos. Sus aptitudes para el pastoreo hacen que sea un perro acostumbrado a buscar el equilibrio en los demás.
- Relación con los niños: apta, aunque es conveniente realizar trabajos de sociabilización con los niños ajenos a la familia, para que se acostumbre a ellos.
- Relación con otros perros: pueden ser dominantes con otros perros.
- Aptitudes: perro de compañía y pastoreo.
- Necesidades del espacio: al no ser un perro grande, puede adaptarse a vivir sin problemas en un piso, pero requiere de grandes paseos diarios.
- Alimentación del lobito herreño: 400 g. de alimento completo seco (ración de mantenimiento de un adulto sedentario que viva en la casa).
- Arreglo: cepillados periódicos.
- Coste mantenimiento: moderado.